# Villechantria
Villechantria korábbi község (település) Franciaországban, Jura megyében. 2017. január 1-jén Bourcia, Louvenne és Saint-Julien községgel egyesült és Val Suran új község része lett.
Lakosainak száma 119 fő (2018. január 1.). Villechantria Andelot-Morval, La Balme-d’Épy, Bourcia, Broissia, Florentia, Montagna-le-Templier, Saint-Julien és Val d'Épy községekkel határos.

## Népesség
A település népessége az elmúlt években az alábbi módon változott:
| Lakosok száma | 115  | 108  | 91   | 86   | 112  | 122  | 120  | 119  | 116  | 119  |
|               | 1968 | 1975 | 1982 | 1990 | 1999 | 2011 | 2013 | 2015 | 2017 | 2018 |